# Макс Вертгеймер
Макс Вертгеймер (нім. Max Wertheimer; 15 квітня 1880, Прага — 12 жовтня 1943, Нью-Йорк) — австрійський, німецький і американський психолог, один із засновників гештальтпсихології.

## Біографія
Після двох років вивчення права вирішив зайнятися філософією. Захистив дисертацію доктора філософії в Вюрцбургському університеті (1904, науковий керівник — Освальд Кюльпе). У 1910-х рр. працював у психологічному інституті Франкфуртського університету, де зацікавився дослідженнями сприйняття. Разом з двома асистентами, Вольфгангом Келером і Куртом Коффкою провів дослідження ефекту руху зображень, що пред'являються на тахістоскопі, після чого опублікував свою відому статтю «Експериментальні дослідження сприйняття руху» (1912). З 1916 по 1925 рік жив і працював у Берліні, після чого повернувся до Франкфурту на посаду професора.
На початку березня 1933 Вертгеймер покинув Німеччину і вже в Чехословаччині отримав запрошення від Елвіна Джонсона стати викладачем Нової школи соціальних досліджень у Нью-Йорку, де він протягом десяти років очолює кафедру психології, яку потім очолить його учень Соломон Аш.
Єдиний повний виклад його теорії — книга «Продуктивне мислення», яка була випущена ним за кілька тижнів до смерті в 1943 році, після приблизно двадцяти років підготовки.

Продуктивне мислення
Вертгеймер представляє продуктивне мислення, спрямоване на вирішення завдань, таким чином. Мається початкова та кінцева ситуація. Далі можливі два варіанти — початкова ситуація в порівнянні з кінцевою: а) має структурні порушення або пропуски (структурну незавершеність), або б) «занадто складна або безладна, або володіє простою, але заснованою на зовнішніх ознаках структурою». Структурні особливості початкової ситуації визначають дії по її переструктуруванню (створюють «вектори … направлені до поліпшення ситуації»). Кінцева ситуація — «це такий стан, який як хороша структура підтримується внутрішніми силами, в якому існує гармонія взаємних вимог і в якому частини визначаються структурою цілого, а ціле — структурою частин».
«Мислення полягає в розсуді, усвідомленні структурних особливостей та структурних вимог; в діях, які відповідають цим вимогам і визначаються ними, і тим самим у зміні ситуації в напрямку поліпшення її структури …».